# 英聯邦控股
British and Commonwealth Holdings plc（英聯邦控股股份有限公司），當時富時100指數成份股，曾為英國金融服務公司。

## 軼事
1955年，由聯合城堡船務與克蘭輪船合併設立，名為英聯邦船務，展開輪船行業。凱澤家族創立克蘭船務，是在1951年持有，直至1987年，成為當時加勒多尼亞投資主要股東。
英聯邦船務曾擁有英國聯合航空，則在60年代成為獨立航空，為最大私營航空企業，與此同時更多附屬及相關公司，包括英聯航渡輪和英聯島嶼航空，它們還在1985年全權收購 布里斯圖直升機成為主要股東, 為全英及全球最大直升機企業 。
在1969 年，本企業、弗尼斯威西船務、鐵行集團和 海洋輪船合資設立海外貨櫃公司。
在70年代末期，本企業出售英聯航空3架客機，以1200萬英鎊售予 加勒多尼亞航空 ，照常持有上述企業，在1970年更名為英國島嶼航空。

## 80年代，成也金融，敗也金融
在80年代，約翰•根成為新管理層下，展開爆炸性金融服務行業，這並非全盤開拓新領域，在1969年，設立蓋特摩爾集團為經營投資管理。收購項目包括1986年主營英國證券經紀的依斯高國際、 和最大美國基金管理企業 奧本海默控股。
本企業更豪言壯語指，若在高街銀行4號，則要成為英國最大金融服務企業。當時管理層約翰•根被英國衛報頒發為本年最年輕企業家。
但好景不長，1988年以4.34億英鎊收購專營電腦服務的大西洋電腦，也每個首次建立最大宗收購。 收購進入滅亡之路是會計違規，大西洋電腦在帳目內發現負債延長空白，猶如黑箱作業。
正誠如收購處理方式問題而進入司法程序 （之前為1990年 ，其後在90年代末期進行）。直至倒閉時 ，本企業同時為Air UK主要股東, 為英國最大地區性航空公司，也是服務航空 公司處理航空及空運貨站基地，正巧位於布拉赫爾為大本營。

## 參照
- "大西洋電腦系統股份有限公司第一份訴訟書（英语：Re Atlantic Computer Systems plc (No 1)）"

## 註腳
1. ↑  . The Independent. 7 June 2001  [6 February 2011].[]
2. ↑  .   [2024-06-07]. （原始内容存档于2018-09-29）.
3. 1 2  ’’High Risk: The Politics of the Air’’, pp. 256/7
4. ↑  . Alacrastore.com. 31 December 1985  [6 February 2011]. （原始内容存档于2024-06-07）.
5. ↑  . Ocean Liner Museum.   [6 February 2011]. （原始内容存档于7 January 2009）.
6. ↑  . Hedgeweek.com.   [6 February 2011].
7. ↑  Chairman is appointed at Exco International （页面存档备份，存于） New York Times, 8 January 1987
8. 1 2  Law Lords Department. . Publications.parliament.uk.   [6 February 2011]. （原始内容存档于2010-10-13）.
9. ↑  Manners, David. . Electronics Weekly. 4 March 2009  [6 February 2011].